# The Eighth Happiness
Pour plus de détails, voir Fiche technique et Distribution.
The Eighth Happiness (八星報喜, Bat sing bou hei) est une comédie hongkongaise de 1988, réalisée par Johnnie To avec Chow Yun-fat, Raymond Wong et Jacky Cheung.

## Synopsis
Ce film raconte les aventures de trois frères (Chow Yun-fat, Raymond Wong et Jacky Cheung) auprès des femmes.